# Montendre
 Montendre  es una población y comuna francesa, situada en la región de Poitou-Charentes, departamento de Charente Marítimo, en el distrito de Jonzac y cantón de Montendre.

## Demografía
| 837 | 852 | 852 | 832 | 1 041 | 980 | 1 036 | 1 013 | 1 031 | 1 134 | 1 174 | 1 273 | 1 303 | 1 325 | 1 399 | 1 442 | 1 401 | 1 488 | 1 532 | 1 791 | 1 807 | 1 765 | 1 809 | 1 763 | 2 125 | 2 137 | 2 760 | 2 864 | 3 480 | 3 330 | 3 140 | 3 117 | 3 144 |
| Para los censos de 1962 a 1999 la población legal corresponde a la población sin duplicidades (Fuente: INSEE [Consultar]) |     |     |     |       |     |       |       |       |       |       |       |       |       |       |       |       |       |       |       |       |       |       |       |       |       |       |       |       |       |       |       |       |

## Monumentos

### El castillo de Montendre

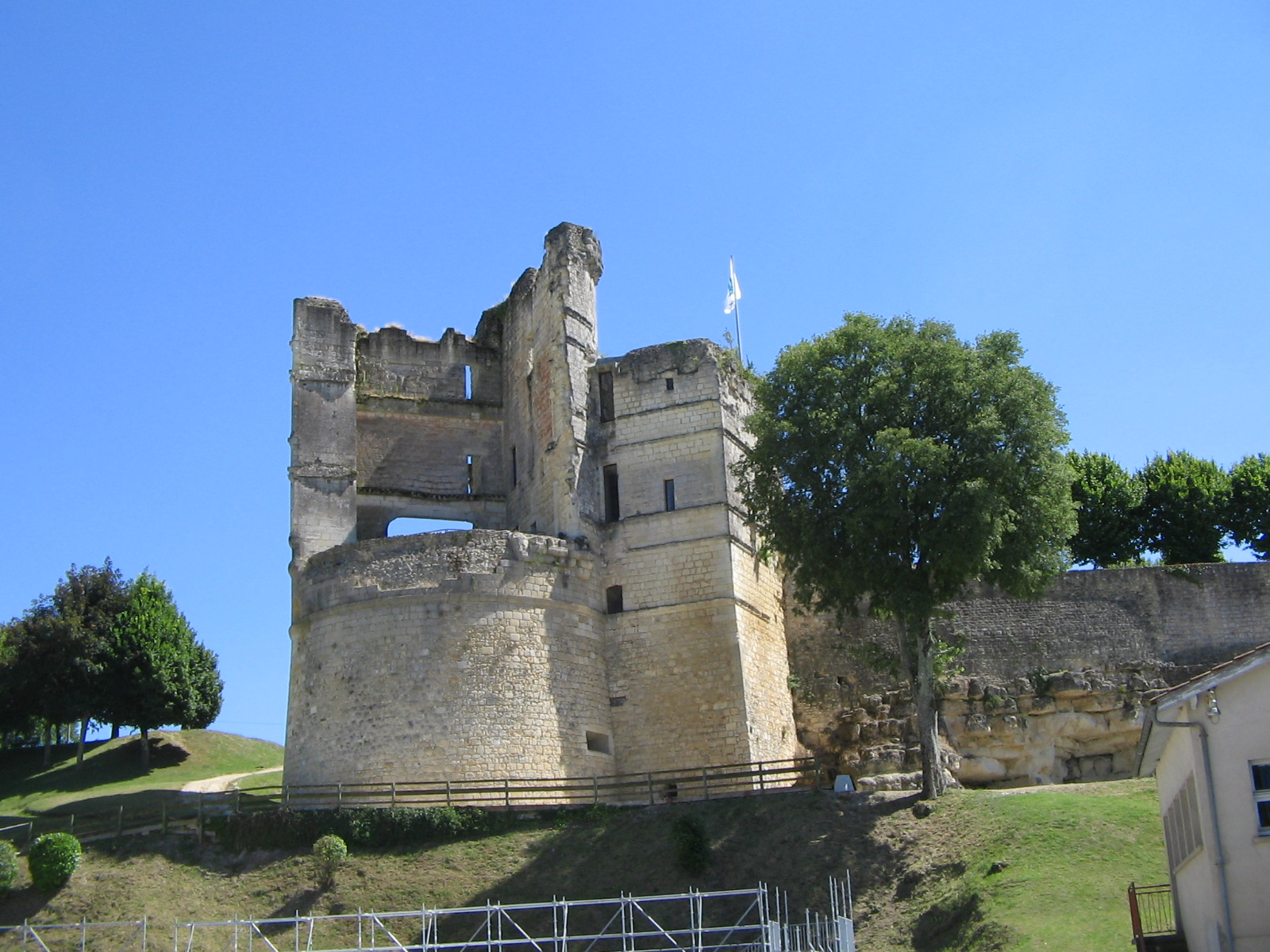
El castillo

El castillo fue construido en el siglo IX sobre las ruinas de un oppidum romano. Fue ampliado en el siglo XII y posteriormente remodelado en el siglo XV. Actualmente alberga el museo de arte y tradiciones populares de Montendre.

## Hermanamientos[7]
- Sulz am Neckar ( Alemania)
- Onda ( España)